# チョ・ムンジョン
チョ・ムンジョン（朝鮮語: 조문정/趙文廷、1970年 - 1994年5月25日）は、大韓民国の俳優。

## 経歴
1970年に生まれ、ソウル女子大学校仏語仏文学科を卒業した。大宇や起亜、コカ・コーラの商品などさまざまな広告に出演し、SBSの『恐竜先生』などにも出演した。
KBSでは『オールスター青白戦』に出演した。
1994年5月24日、『恐竜先生』の収録を終えて帰宅する途中に付近で運転していた自動車がカーブで雨にスリップし標識に衝突する事故が起きた。これにより重傷を負いセブランス病院に搬送されて治療を受けたが、翌日5月25日午前0時5分ごろ24歳で死去した。

## 主な出演作

### TV
- 恐竜先生 - 音楽教師 役
- オールスター青白戦

### 広告
- 大宇
- 起亜

など